# Sahara India Pariwar
A Sahara India Pariwar é um conglomerado indiano sediado em Lucknow, na Índia, com interesses comerciais em vários setores, incluindo finanças, infraestrutura e habitação, mídia e entretenimento, saúde, educação, hospitalidade e tecnologia da informação. O grupo tem sido um importante promotor de esportes na Índia e foi o principal patrocinador da equipe nacional indiana de críquete, o time de hóquei nacional indiano e muitos outros esportes.
A Sahara India Pariwar foi fundada por Subrata Roy em 1978. Em 2004, o grupo Sahara foi denominado pela revista Time como "o segundo maior empregador na Índia" depois da Indian Railways. O grupo opera mais de 5000 estabelecimentos espalhados por toda a Índia, com uma força de trabalho total de cerca de 1,4 milhão sob a alçada da Sahara.